# Fluch der Rache
Fluch der Rache (Originaltitel: Αγάπη και αίμα, "Agapi ke ema", deutsch: Liebe und Blut) ist ein griechisches Familiendrama aus dem Jahr 1968, das von Regisseur Nikos Foskolos mit Stilmitteln des Italowestern realisiert wurde. Ein Kinostart war unter dem Titel Verflucht sei der Tag der Rache geplant, wurde aber nicht realisiert.

## Handlung
(Perse)Foni aus der Familie der Yerakas und Hektor aus der Familie der Argusen haben sich ineinander verliebt. Beide Familien sind jedoch seit Generationen tödlich verfeindet. Während Fonis Vater als einziger der Verbindung zustimmt, stößt Hektors Vater ihn aus, bleibt aber passiv. Ein von Foni zurückgewiesener Knecht heuert Banditen an, die am Hochzeitstag die Tiere der Yerakas töten und die Hirten überfallen; die Schuld lenken sie auf die Argouzis. Eine Rachewelle beginnt auf beiden Seiten, so dass am Ende beide Familien nahezu ausgelöscht sind. Foni beweint die Männer an ihren Gräbern.

## Kritiken
„Griechische Romeo & Julia - Variante. Das archaische Western-Drama wurde im Stile eines Italo-Western handwerklich solide umgesetzt.“

## Trivia
Die deutsche Ausgabe des Filmes versucht mit englisch klingenden Fantasienamen den Eindruck einer internationalen, großen Produktion zu erwecken.